# A Caress of the Void
A Caress of the Void es el cuarto álbum de la banda estadounidense Doom Metal Evoken. Fue lanzado en 2007.

## Lista de canciones
| N.º | Título                                         | Duración |  |
| 1.  | «A Caress of the Void»                         | 8:52     |  |
| 2.  | «Mare Erythraeum»                              | 7:19     |  |
| 3.  | «Of Purest Absolution»                         | 7:46     |  |
| 4.  | «Astray in Eternal Night»                      | 8:37     |  |
| 5.  | «Descend the Lifeless Womb»                    | 9:12     |  |
| 6.  | «Suffer a Martyr's Trial (Procession at Dusk)» | 13:46    |  |
| 7.  | «Orogeny»                                      | 6:06     |  |

## Integrantes
- John Paradiso – Guitarra/Vocal, Teclado
- Nick Orlando – Guitarra
- Craig Pillard - Bajo
- Vince Verkay – Baterista